# Rondo gen. Jerzego Ziętka w Katowicach

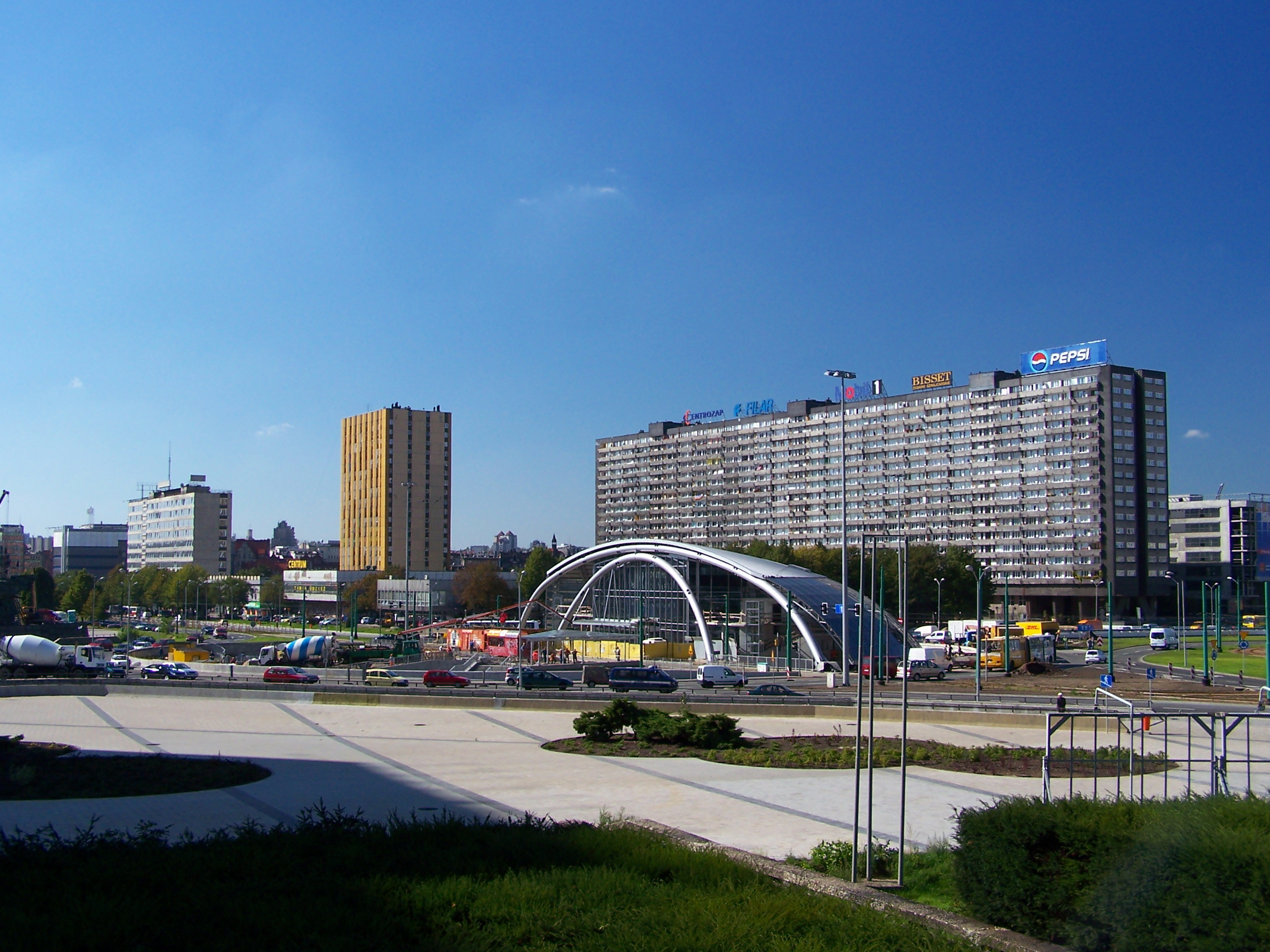
Rondo we wrześniu 2006, w tle widoczna jest Superjednostka

Rondo gen. Jerzego Ziętka w Katowicach (początkowo Rondo) − duży węzeł drogowy znajdujący się w centrum Katowic. Umożliwia ruch na osi północ-południe − aleja W. Korfantego, oraz swobodny ruch tranzytowy na osi wschód-zachód − droga krajowa nr 79, DTŚ (ulica Chorzowska, aleja Walentego Roździeńskiego). Na platformie ronda stanęła szklana kopuła. Znajduje się w niej między innymi galeria Akademii Sztuk Pięknych w Katowicach zwana „Rondem Sztuki”.

## Historia
Rondo z podziemiami oddano do użytku 20 lipca 1965. W podziemiach zaplanowano m.in. sklep galanterii luksusowej, sklep cukierniczy, sklep perfumeryjny, sklep z pamiątkami, bar kawowy, kwiaciarnię, punkt totolotka oraz karolinki, dwa kioski ruchu, cztery WC i osiem budek telefonicznych. W latach 2000−2005 zdecydowano się całkowicie przebudować rondo.

## Architektura

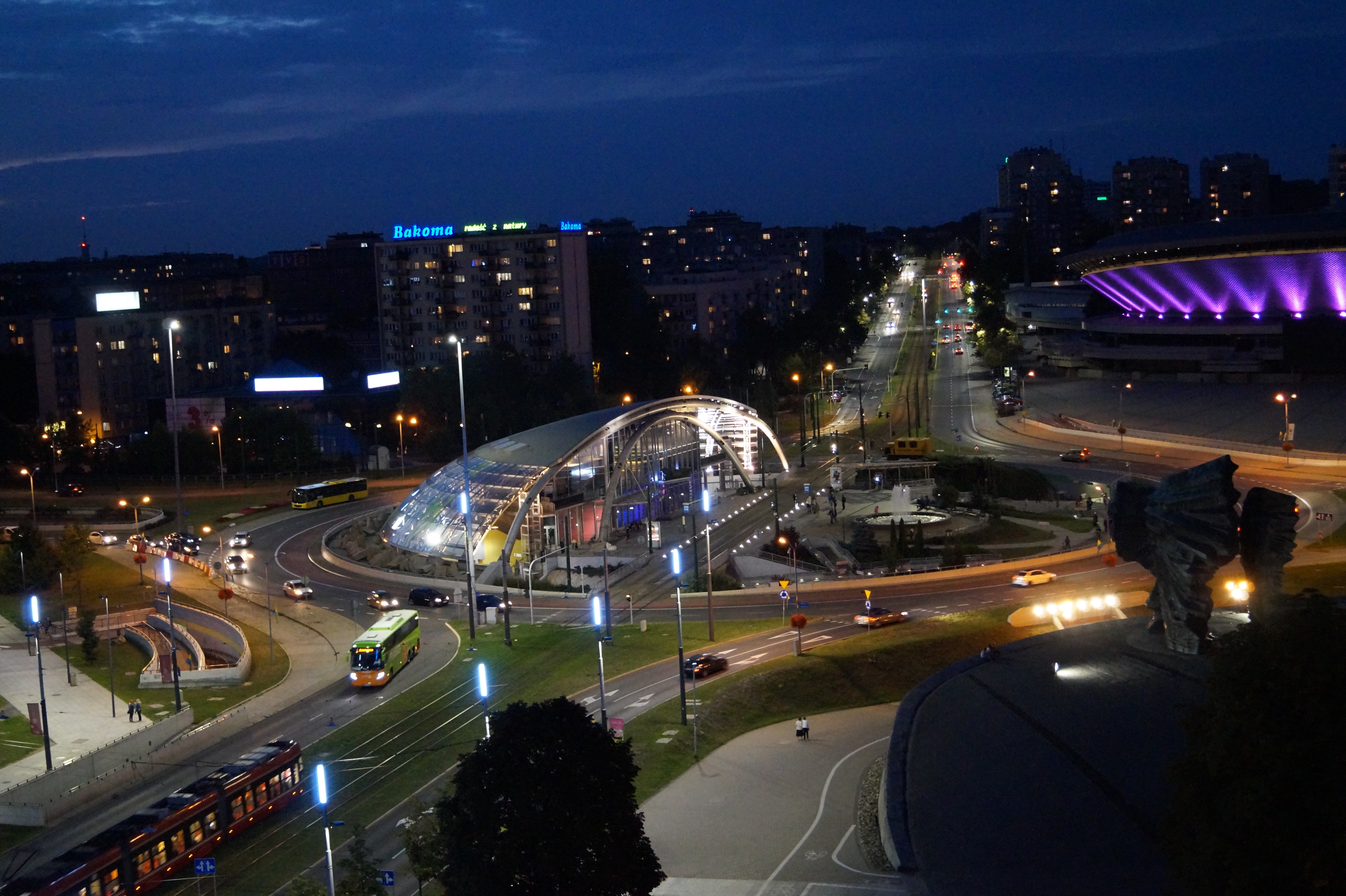
Rondo nocą, widok z Hotelu Katowice, wrzesień 2018

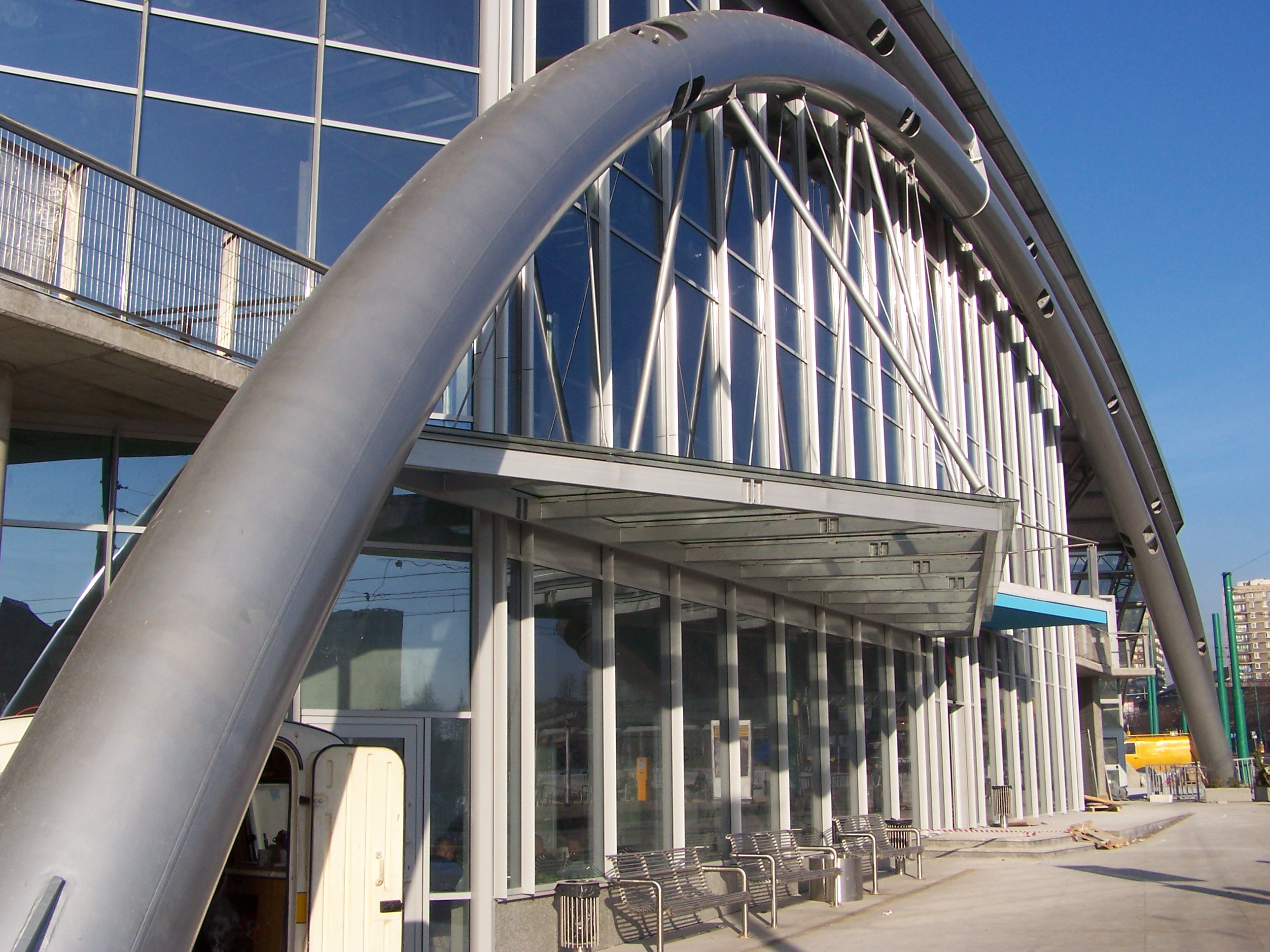
Fragment kopuły na rondzie

Przebudowa ronda pochłonęła łącznie kilkaset milionów złotych. 9 grudnia 2006 r. oddano dwunawowy tunel, który umożliwia użytkownikom DTŚ w ciągu drogi krajowej nr 79 bezkolizyjny przejazd przez centrum Katowic, który 21 września 2017 nazwano Tunelem Katowickim. Wjazd do miasta umożliwią dwie drogi serwisowe znajdujące się na stropach tunelów, prowadzące do ronda. Rondo pełni także funkcję centrum przesiadkowego. Zostały utworzone nowe przystanki autobusowe i tramwajowe, które są dostosowane również do obsługi osób z niepełnosprawnościami.
Rondo im. gen. Jerzego Ziętka ma trzy poziomy. Na najniższym poziomie (poziom "-1", poziom techniczny) znajdują się urządzenia nadzorujące pracę tunelu drogowego oraz jeden z dwóch kiosków. Na parterowym poziomie (poziom "0", poziom wystawienniczy) znajduje się galeria Rondo Sztuki Akademii Sztuk Pięknych w Katowicach, kiosk oraz Centrum Utrzymania Tunelu. Na górnym poziomie (poziom "+1", poziom gastronomiczno-wystawienniczy) znajduje się Klub i Restauracja Królestwo oraz jedna z galerii ASP. W kopule funkcjonują również windy dla niepełnosprawnych.

## Kopuła
Kopuła, która przykrywa połowę platformy Ronda, w najwyższym punkcie sięga prawie 14 metrów, jej powierzchnia to 1,2 tys. m², kubaturze wynoszącej 6 000 m³. Najpierw powstała stalowa konstrukcja - z rur o dużym przekroju zmontowane zostały duży i mały łuk, a następnie, z mniejszych, łuki kratowe. Po około miesiącu ruszyło przykrywanie konstrukcji niebiesko-szarymi szybami i w części blachą w kolorze srebrnym. Budowla jest trzypoziomowa. Zachody słońca można podziwiać z tarasu widokowego, który znajduje się na jej pierwszym piętrze, a wschody z przeciwległego balkonu. Okładziny z egzotycznego drzewa pokrywają podłogi tarasu i schody od strony zachodniej.
Architekturą wnętrza kopuły zajęła się katowicka Akademia Sztuk Pięknych. To właśnie jej władze miasta postanowiły przekazać dwa piętra budynku w dzierżawę, choć początkowo mówiono też o przeznaczeniu części obiektu na galerię handlowo-usługową. W kwietniu 2009 kopuła została oświetlona przez 115 lamp diodowych. Ich kolor jest zależny od temperatury i pory roku.

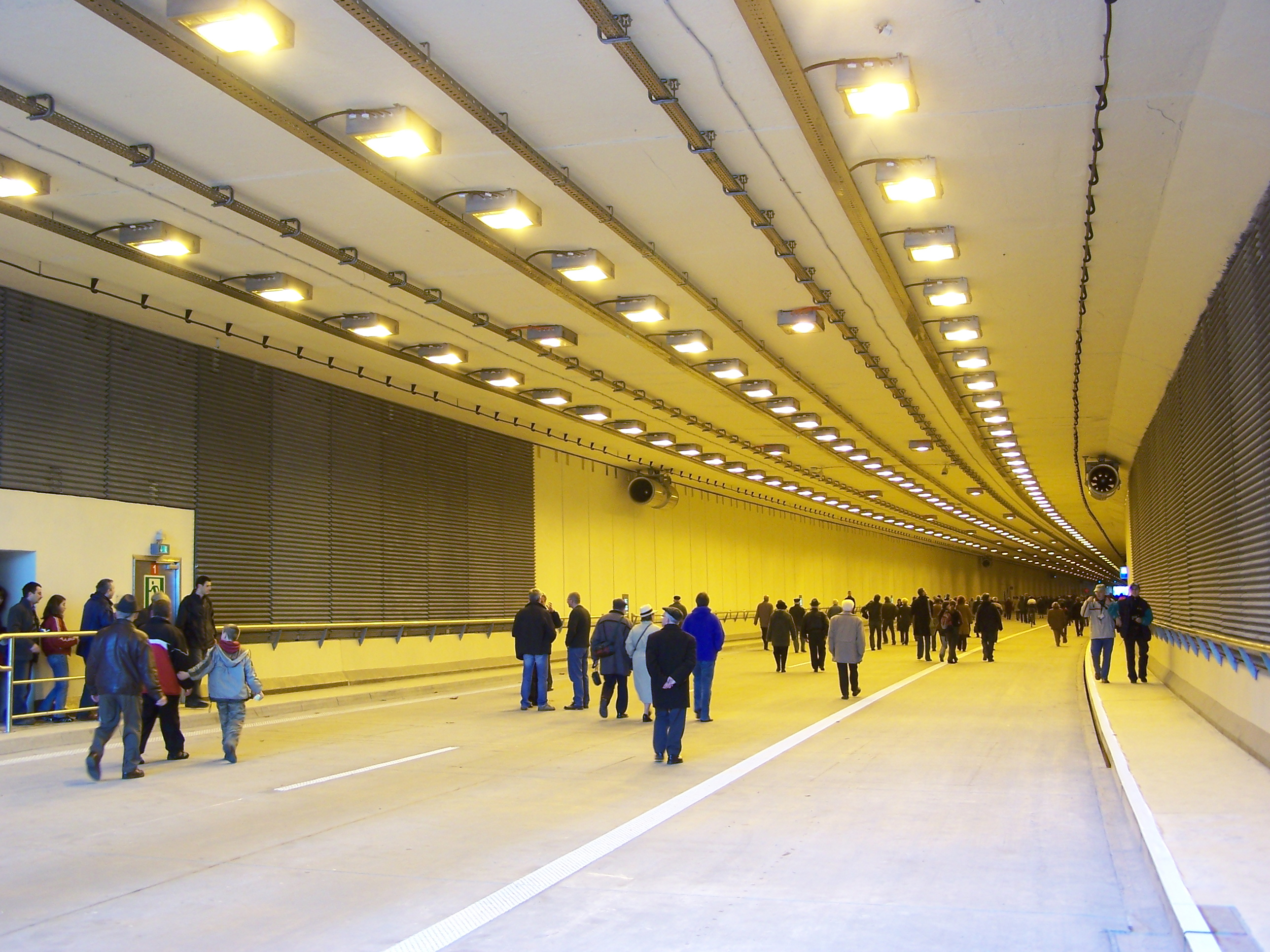
Jedna z naw tunelu

## Tunel
9 grudnia 2006 oddano do użytku tunel o długości 657 (nawa północna) i 650 (nawa południowa) metrów. W obu nawach szerokość jezdni ma 11 metrów, wysokość tunelu wynosi 6,4 metra. Łącznie przebiega tędy 6 pasów ruchu. Tunel ma następujące parametry: grubość stropu − 1,02 metra, grubość ścian szczelinowych − 0,8 metra, liczba lamp oświetlających tunel − 510, liczba wentylatorów − 28, liczba kamer obrotowych − 10, liczba kamer monitorujących ruch w tunelu − 37, fotoradarów − 8, liczba łącznic prowadzących do i z tunelu − 4, trwałość warstwy ścieralnej jezdni tunelu − 100 lat. 11 lat po otwarciu tunelu, 21 września 2017 nazwano go Tunelem Katowickim.